# Поліський (зупинний пункт)
Поліський — пасажирський зупинний пункт Київської дирекції Південно-Західної залізниці на електрифікованій лінії Дарниця — Гребінка між зупинним пунктом Коржі (6 км) та станцією Березань (5 км). Поруч знаходиться великий дачний масив.

## Історія
Відкритий 1965 року, як роз'їзд Жовтневий. У 1972 році лінію електрифіковано змінним струмом (~25 кВ). Наприкінці 1990-х років набув статусу зупинного пункту.
13 липня 2023 року зупинний пункт Жовтневий перейменований на Поліський.